# Lotissement de Lège
Le lotissement de Lège, construit en 1924 à Lège-Cap-Ferret (constitué de six petites maisons,un bâtiment collectif, un lieu de détente sportive pour la pratique de la pelote basque) est le premier lotissement conçus par l’architecte français d'origine suisse Le Corbusier pour le compte d'Henry Frugès, industriel et mécène.
Inscrit à l'inventaire des Monuments Historiques le 30 mai 1990.

## Histoire et architecture
En 1923, Henry Baronnet-Frugès (1879-1974), fils d'industriel et passionné d'architecture, qui vient de prendre la direction des usines familiales et de la raffinerie bordelaise de sucre Frugès, rachète la scierie Guérin de Lège afin de fabriquer des caisses de bois pour le conditionnement du sucre de canne. Il décide de créer une petite cité ouvrière en face de l'usine pour y loger les employés de la scierie.
Ce riche industriel, érudit et grand amateur d'art, peintre lui-même, découvre les idées développées par Le Corbusier dans son ouvrage « Vers une architecture » publié en 1923. Il rencontre Le Corbusier et le sollicite pour son projet de Lège, voulant donner ainsi à un jeune talent l'occasion de mettre en pratique ses idées innovantes. Le Corbusier et son cousin architecte, Pierre Jeanneret, ont entamé depuis quelque temps une collaboration, et avaient travaillé avec Auguste Perret, le précurseur de l'emploi du béton armé.
Pour créer à bon marché une maison évolutive, des éléments préfabriqués furent utilisés autour d'une structure de base. Celle-ci est constituée de poteaux et poutres en béton coulé sur place. La construction a utilisé du béton projeté par un « canon à ciment (cement gun) » dans des coffrages et sur des armatures.
Les travaux engagés en octobre 1924, se heurtèrent à de nombreuses difficultés dues à l'incompétence de l'ingénieur dirigeant les travaux et ne furent terminés qu'en 1925-1926.
La cité ouvrière de Lège était un avant-projet avant la construction d'une cité plus importante construite à Pessac entre 1924 et 1926 pour le même industriel,.
Ce quartier est construit sur un terrain désormais viabilisé d'environ 2 hectares de forme triangulaire dont le côté Est est longé par un chemin communal (actuellement allée Le Corbusier) débouchant sur la route départementale (D3, avenue du Médoc). Cet ensemble immobilier se compose de : 
- 3 maisons de type A, disposées le long du chemin communal, à intervalles réguliers, dont l’axe longitudinal est parallèle à la route départementale ;
- 3 maisons de type B ;
- un bâtiment collectif dénommé « hôtellerie-cantine » ;
- une placette publique, à planter à de lignes de platanes, fermée au nord par un fronton de pelote basque.

Les maisons de type A sont de forme allongée. La façade principale est à l’est et l’entrée au sud. Une avancée à l’est permet la création d’un abri couvert en rez-de-chaussée et d’une terrasse à l’étage couverte en partie par une pergola.
Les maisons de type B ont la même largeur mais moins allongées que celles de type A et sans terrasse. 
Les deux types de maisons gardent le principe de la zone jour en rez-de-chaussée et de la zone nuit au 1er étage. 
Les ouvertures combinent fenêtres d’ouvertures classiques, fenêtre à longues ouvertures horizontales (en bandeau) et quelques fenêtres étroites en meurtrières.
Le chauffage se faisait à l'aide d'une cheminée se trouvant au rez-de-chaussée, au milieu de la pièce à vivre.
Il n'y avait pas de sanitaires ni de douches (absence d'eau courante, d'égout et de fosse septique. 
Les plafonds étaient faits de voûtains en béton coulé sur place et reposant sur des ossatures secondaires métalliques. Les sols sont en ciment.
Chaque maison possédait un petit jardin potager sans clôture.  
Jusque vers les années 1970 l'alimentation en eau des différentes familles se faisait par l’intermédiaire d'une pompe manuelle se trouvant à proximité de l'aire de sport et du bâtiment collectif. L'eau était puisée dans la nappe se trouvant à faible profondeur. 
Les voies de circulation étaient en terre battue. 
L’hôtellerie-cantine est en vis-à-vis des 2 dernière maisons de type B. Ce bâtiment se présente comme un vaste parallélépipède avec un étage, évidé à l’est. L’accès se faisait à l’est, précédé d’une pergola. Un abri se trouvait au nord faisant terrasse à l’étage. Une cantine, composée d’une cuisine et d’un réfectoire, devait se trouver au rez-de-chaussée, tandis que l’étage accueillait des dortoirs pour hommes et femmes séparés par des sanitaires

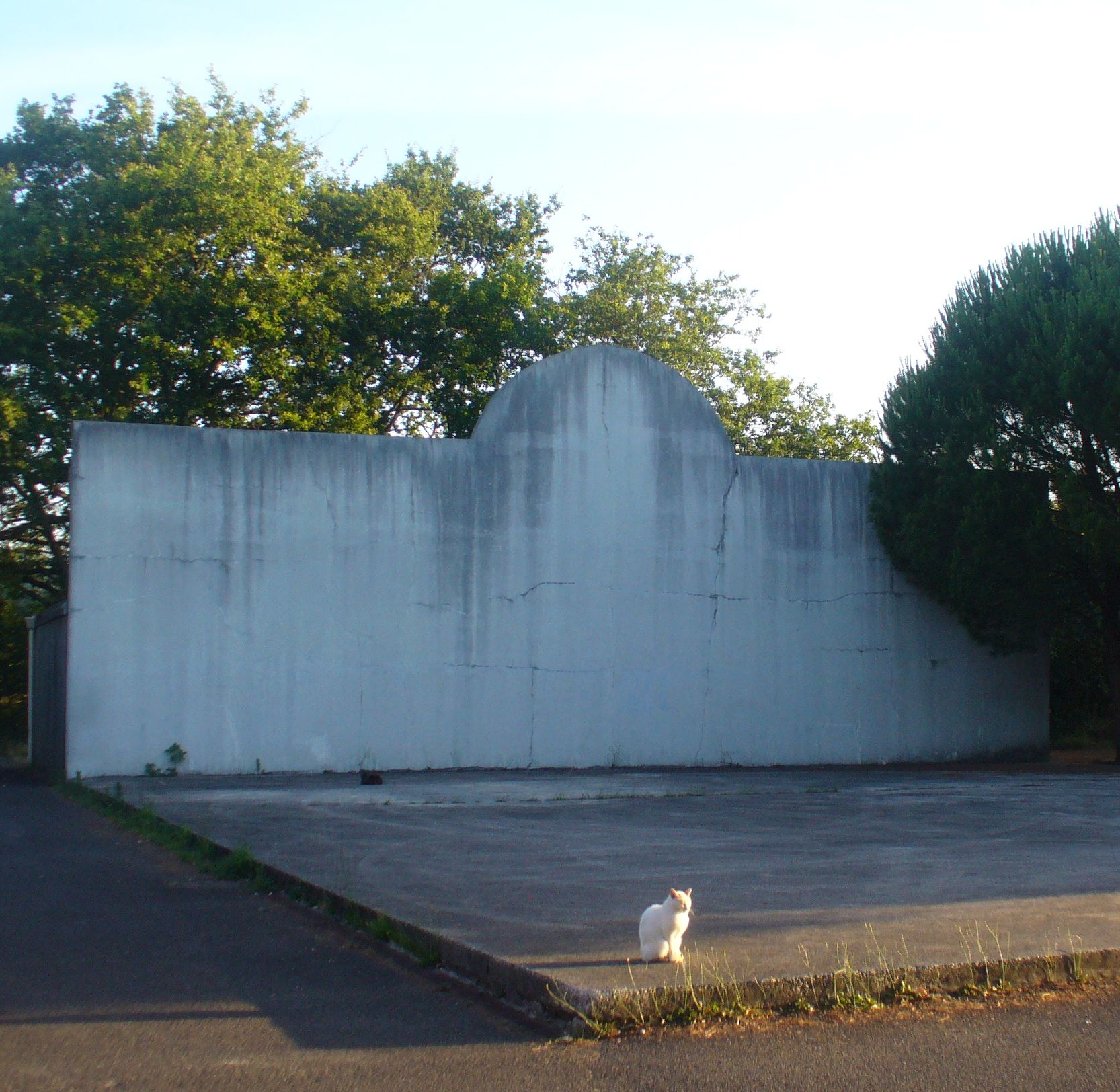
Fronton.
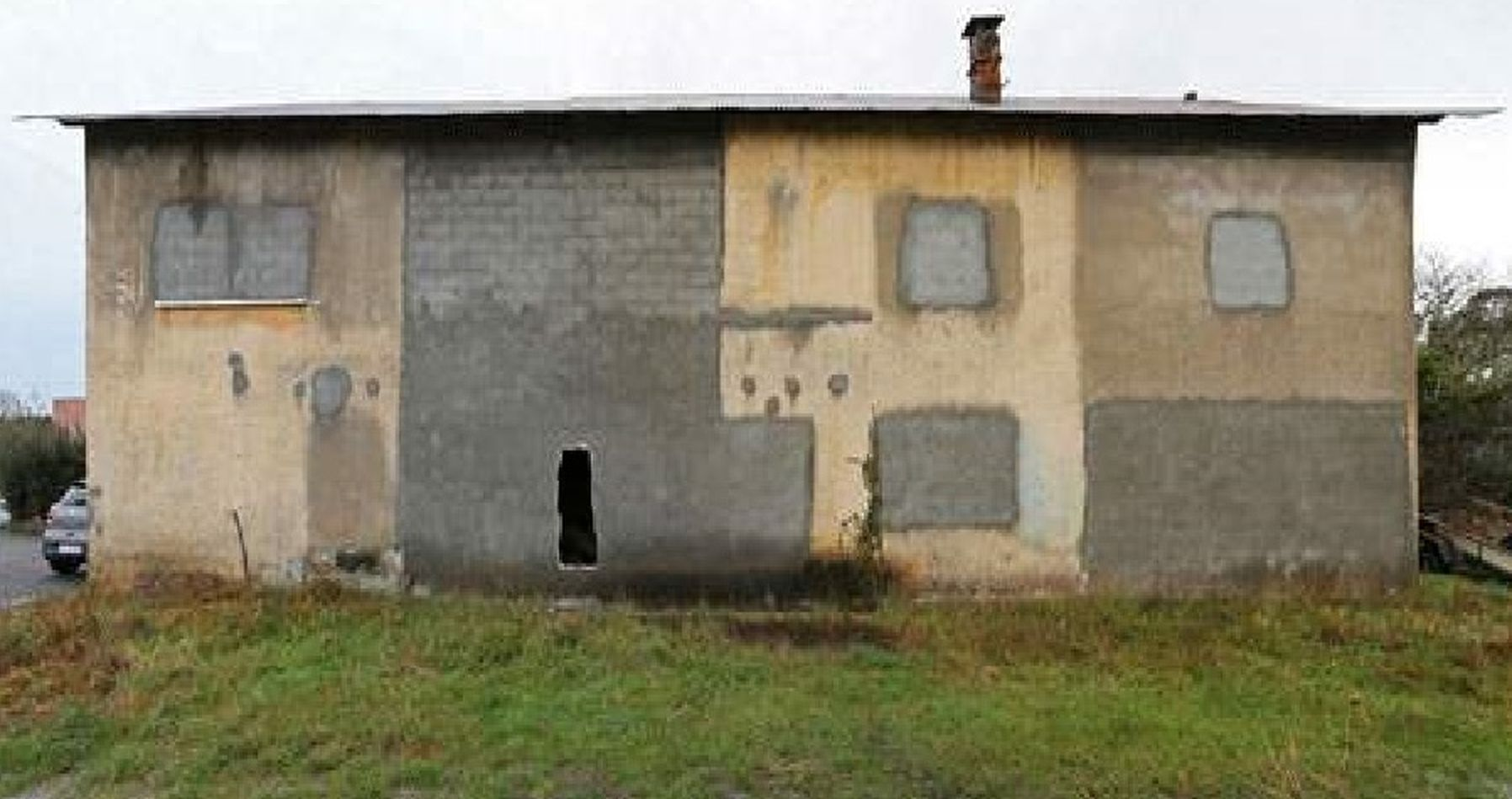
État actuel de l'hôtellerie-cantine.

Lors de la crise économique de 1929, à la suite de la faillite des raffineries Frugès (reprises par Beghin-Say), la scierie et le lotissement sont rachetés par la famille Darbo originaire des Landes et propriétaire d'une scierie à Liposthey. Les ouvriers de la scierie Darbo occupent les  maisons construites par Le Corbusier. Vue la particularité des habitations avec toit terrasse, la cité prit à l'époque le nom de « quartier marocain ».
Les multiples transformations subies par les édifices depuis leur construction (adjonction de toitures à double pente - en tôles et plaques fibrociment amiantées - rapportées sur les toits terrasses, modifications des ouvertures, extensions diverses...) furent longtemps emblématiques du rejet par le propriétaire de la modernité « corbuséenne ». Pendant presque un demi-siècle, les bâtiments ne reçurent aucun entretien et furent ainsi mutilées.
En 1988, la visite d’un japonais permit l’abandon du projet de démolition du lotissement envisagé par la municipalité. Le bâtiment, grâce à l’intervention de Michel Sadirac (1933-1999), architecte bordelais défenseur du courant de pensée de Le Corbusier, est protégé par son inscription au titre des monuments historiques en 1990.
Propriété de la société société « D. Darbo et fils » antérieurement à 1956, l’ensemble est racheté en 1993 par un bailleur social (« Gironde Habitat » dénommé à l’époque « Office HLM 33 ») qui a fait restaurer la cité de 1994 à 1997 à l’exception de la maison-cantine. Les logements sont mis en location en 1998. La vocation sociale initiale est ainsi respectée.
Au moment de la rénovation, des sondages et une analyse archéologique des éléments d’origine en place ont été effectués, pour entre autres retrouver les couleurs d’enduit à appliquer,.
Le bâtiment collectif des célibataires, non restauré, dont toutes les ouvertures ont été murées pour le sauvegarder comme un sarcophage, est devenu propriété de la ville de Lège-Cap-Ferret. La ville a lancé en mars 2015 un diagnostic en vue d’y installer un établissement ouvert au public, peut être un musée.

## Localisation
- 33, 35, 37, 39, 41, 43 et 43bis avenue du Médoc, 33950, Lège-Cap-Ferret.